# Ronde van Oman 2013
De Ronde van Oman 2013 was de vierde van de meerdaagse wielerwedstrijd in Oman. De wedstrijd, die deel uitmaakte van de UCI Asia Tour, vond plaats van 11 tot 16 februari en bestond uit zes etappes. De eindwinnaar werd de Brit Chris Froome.

## Ploegen
Er namen achttien ploegen met elk acht renners aan deel.
| Ag2r-La Mondiale            | Argos-Shimano                    | Astana Pro Team         | BMC             |
| Cannondale Pro Cycling Team | FDJ.fr                           | Omega Pharma-Quick-Step | Orica-GreenEdge |
| RadioShack-Leopard          | Team Saxo-Tinkoff                | Sky ProCycling          | Vacansoleil-DCM |
| Bardiani Valvole-CSF Inox   | Champion System Pro Cycling Team | IAM Cycling             | Team Katjoesja  |
| Team NetApp-Endura          | Japan (nationale selectie)       |                         |                 |

## Overzicht
| Rit         | Winnaar           | Algemeen klassement · | Puntenklassement · | Jongerenklassement · | Combinatieklassement | Ploegenklassement         |
| ----------- | ----------------- | --------------------- | ------------------ | -------------------- | -------------------- | ------------------------- |
| 1           | Marcel Kittel     | Marcel Kittel         | Marcel Kittel      | Marcel Kittel        | Bobbie Traksel       | Bardiani Valvole-CSF Inox |
| 2           | Peter Sagan       | Peter Sagan           | Marcel Kittel      | Peter Sagan          | Bobbie Traksel       | Cannondale                |
| 3           | Peter Sagan       | Peter Sagan           | Peter Sagan        | Peter Sagan          | Bobbie Traksel       | BMC                       |
| 4           | Joaquim Rodríguez | Chris Froome          | Peter Sagan        | Kenny Elissonde      | Bobbie Traksel       | BMC                       |
| 5           | Chris Froome      | Chris Froome          | Chris Froome       | Kenny Elissonde      | Bobbie Traksel       | BMC                       |
| 6           | Nacer Bouhanni    | Chris Froome          | Chris Froome       | Kenny Elissonde      | Bobbie Traksel       | BMC                       |
| Eindstanden | Eindstanden       | Chris Froome          | Chris Froome       | Kenny Elissonde      | Bobbie Traksel       | BMC                       |

2010 · 2011 · 2012 · 2013 · 2014 · 2015 · 2016 · 2017 · 2018 · 2019 · 2020-2021 · 2022 · 2023 · 2024 · 2025